# Élections générales boliviennes de 2019
Les élections générales boliviennes de 2019 ont lieu le 20 octobre 2019 afin d'élire simultanément le président et le vice-président, ainsi que les 130 membres de la Chambre des députés et les 36 membres du Sénat de la Bolivie.
Le président sortant Evo Morales, au pouvoir depuis quatorze ans, est candidat pour un quatrième mandat consécutif. Aucun candidat n'ayant remporté l'élection présidentielle dès le premier tour selon les résultats préliminaires, un second tour au suffrage populaire — le premier du genre dans le pays — est initialement pressenti pour le 15 décembre. L'arrêt soudain du dépouillement, suivi le lendemain soir de résultats divergents donnant Evo Morales vainqueur au premier tour, est vivement critiqué par les observateurs et entraîne une crise politique lors de laquelle l'opposition refuse de reconnaître des résultats jugés frauduleux et appelle à la mobilisation citoyenne.
Après trois semaines d'une crise politique et de violents affrontements entre opposition et forces de l’ordre, Evo Morales annonce la tenue d'une nouvelle élection présidentielle. Après des accusations non étayées de fraudes par l’Organisation des États américains et sous la pression de l'armée, il démissionne. Après la démission des trois premieres personnalités dans l'ordre de succession, le pouvoir revient à la vice-présidente de la Chambre des sénateurs Jeanine Áñez, issue de l'opposition, qui assure la présidence. Elle émet des mandats d’arrêt et fait arrêter les hauts membres du Mouvement vers le socialisme (MAS), le parti de Morales. Les élections sont annulées par le Parlement et un nouveau scrutin a lieu un an plus tard, après deux reports dus à la pandémie de COVID-19. Le nouveau scrutin est remporté haut la main par le candidat du MAS Luis Arce. Des études indépendantes du MIT et du New York Times révéleront par la suite que les conclusions de fraudes de l’OEA étaient fausses et reposaient sur des méthodes statistiques erronées.

## Contexte

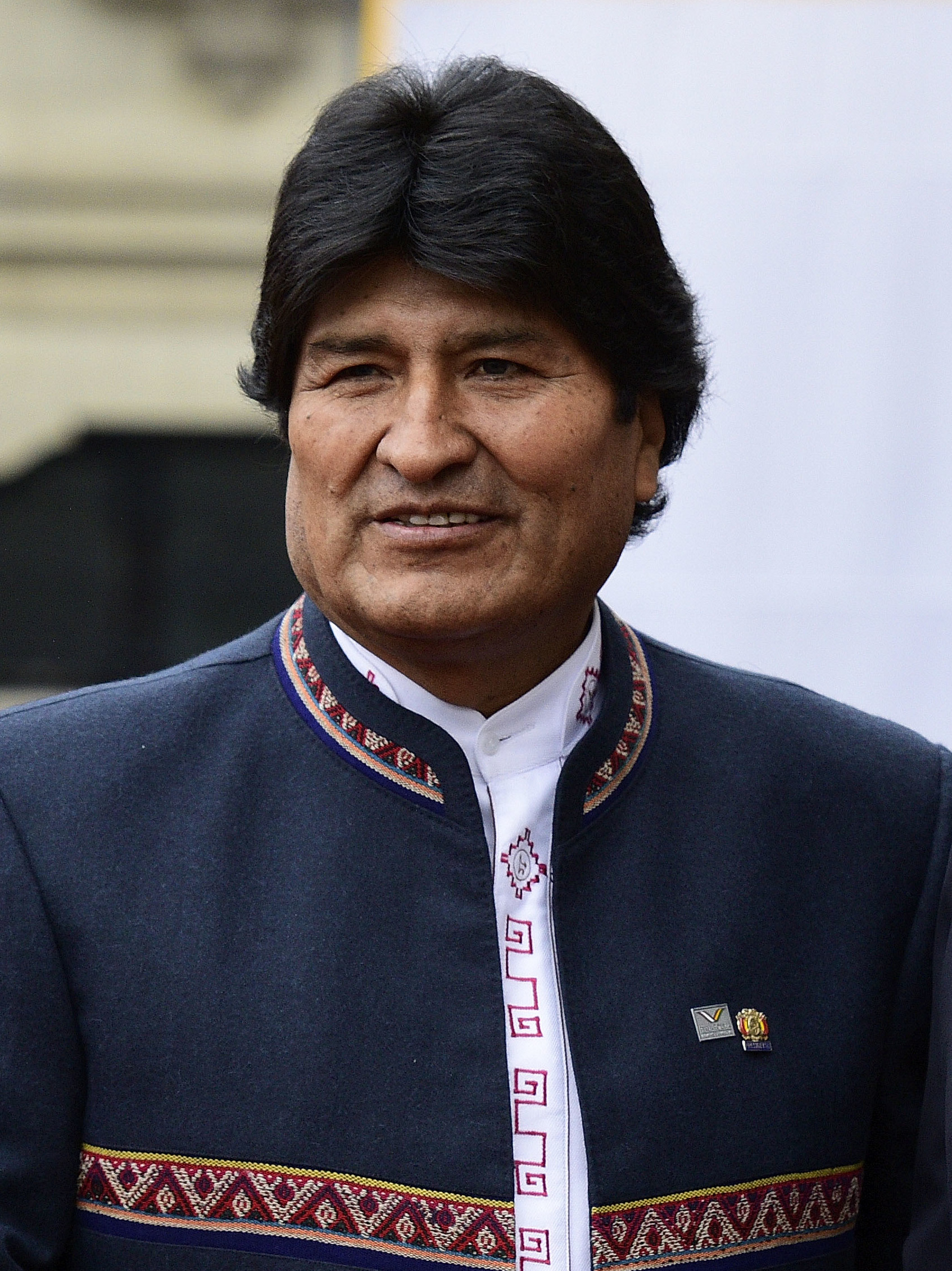
Le président sortant, Evo Morales.

Le président sortant, Evo Morales, est au pouvoir depuis l’élection présidentielle de 2005. Il instaure dès l'année suivante une assemblée constituante qui rédige une nouvelle Constitution, adoptée par référendum en 2009. Celle-ci limite notamment à deux le nombre de mandats présidentiels consécutifs. Cette disposition n'est cependant pas rétroactive, ce qui permet à Morales d’être réélu en 2009 et 2014, chaque fois dès le premier tour.
Premier président à mettre en avant ses origines indigènes, Evo Morales s'attire une importante popularité avec sa politique économique, axée sur la redistribution des richesses des secteurs miniers et pétroliers — nationalisés dès son arrivée au pouvoir, en 2006 — vers les milieux défavorisés de la population bolivienne. Cherchant à se maintenir à la tête du pays, il fait mettre en œuvre par son parti, le Mouvement vers le socialisme, un amendement constitutionnel visant à supprimer la limitation du nombre de ses mandats : le 26 septembre 2015, l'Assemblée législative plurinationale approuve la réforme par 112 voix contre 41, conduisant à sa mise à référendum en février 2016. Malgré l'importante popularité du président, la proposition est rejetée par 51,30 % des voix. La tentative est en effet très mal accueillie par une importante partie de la population, qui craint une dérive autocratique,. 
Le 28 novembre 2017, le Tribunal constitutionnel déclare inconstitutionnelle la limitation du nombre de mandats, la possibilité de se présenter à l'élection étant jugée comme faisant partie des « droits de l’homme » du candidat ; cette décision est fortement critiquée.

## Système électoral
L'ensemble des scrutins se déroule simultanément, le seul vote de l'électeur pour un parti comptant pour ses candidats à la présidence, à la chambre des sénateurs, et pour ceux élus à la proportionnelle à la chambre des députés.

### Président
Le président bolivien est élu en même temps que le vice-président pour un mandat de cinq ans par le biais d'une version modifiée du scrutin uninominal majoritaire à deux tours. Si aucun candidat ne remporte la majorité absolue des suffrages exprimés lors du premier tour, ou plus de 40 % des voix avec au moins dix points d'avance sur celui arrivé en deuxième position, un second tour est organisé dans les soixante jours entre les deux candidats arrivés en tête. Est alors élu celui qui reçoit le plus grand nombre de suffrages,. En 2019, la date d'organisation du second tour est fixée au 15 décembre.
Le mandat du président n'était auparavant renouvelable qu'une seule fois. Une décision de la Cour constitutionnelle fin 2017 a mis fin à cette clause : le président peut depuis se représenter de manière illimitée. Cette décision a lieu peu après l'échec d'Evo Morales à supprimer cette limitation en organisant un référendum constitutionnel, en février 2016, la population ayant alors rejetée l'amendement par 51,3 % des voix exprimées.

### Parlement

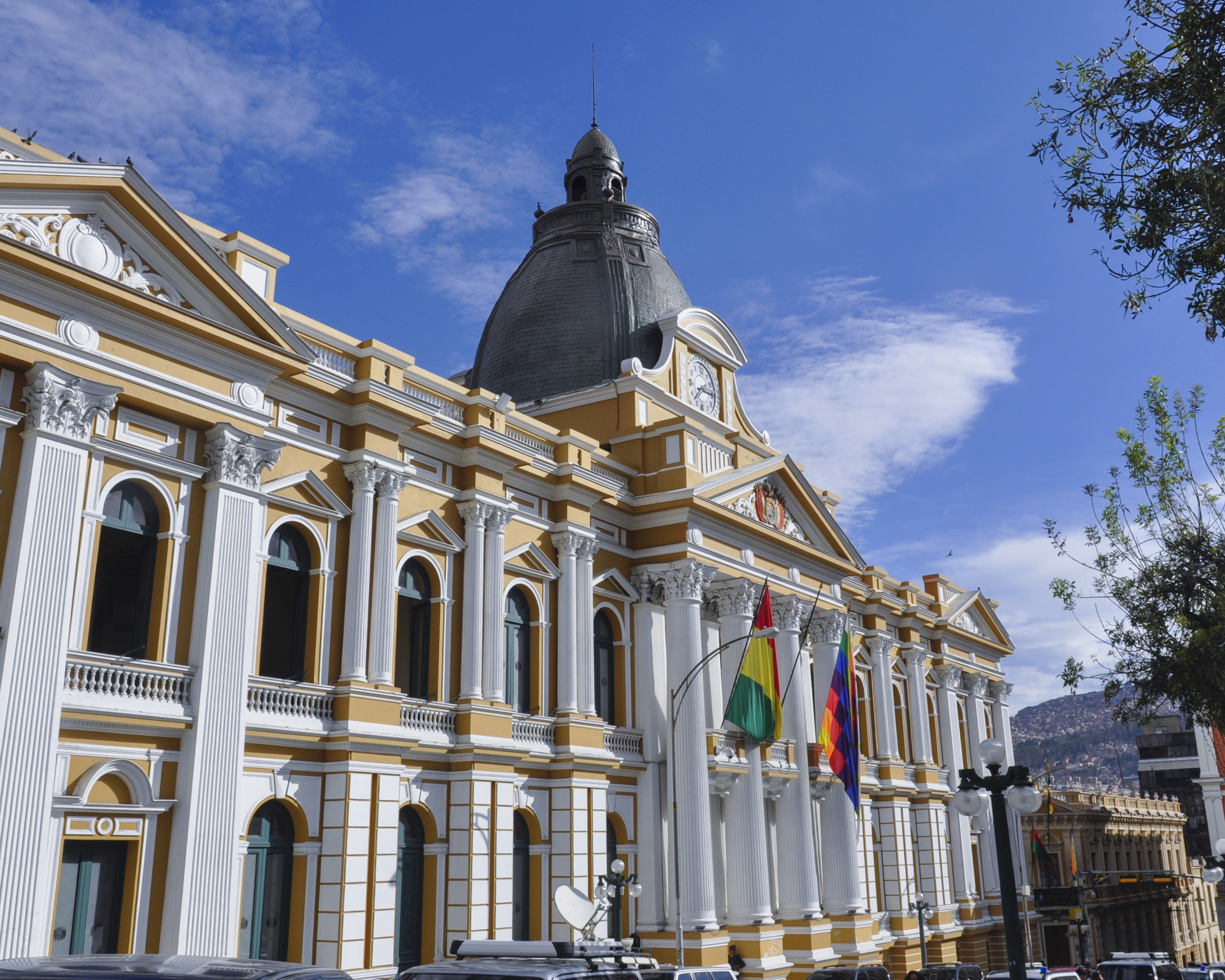
Palais du parlement.

La Bolivie est dotée d'un parlement bicaméral appelé Assemblée législative plurinationale. Celle-ci est composée d'une chambre basse, la Chambre des députés, et d'une chambre haute, la Chambre des sénateurs. Toutes deux sont renouvelées simultanément pour un mandat de cinq ans.
Chaque électeur vote au scrutin majoritaire pour un candidat à la chambre des députés dans sa circonscription et vote séparément pour la liste d'un parti. Ce second vote compte pour le candidat à la présidentielle et pour la répartition des sièges de l'autre partie de la chambre des députés ainsi que de la totalité de ceux de la chambre des sénateurs à la proportionnelle.
La chambre des députés est en effet dotée de 130 sièges dont 70 pourvus au scrutin uninominal majoritaire à un tour dans autant de circonscriptions électorales, tandis que les 60 sièges restants le sont au scrutin proportionnel plurinominal dans neuf circonscriptions correspondant aux départements du pays, en fonction de leur population lors du dernier recensement. Une fois le décompte des suffrages terminé, la répartition des 60 sièges se fait à la proportionnelle sur la base du quotient simple, puis selon la méthode du plus fort reste. 
La chambre des sénateurs est quant à elle dotée de 36 sièges pourvus au scrutin proportionnel plurinominal dans neuf circonscriptions correspondant aux départements du pays, à raison de 4 sièges par département. La répartition se fait selon la même méthode qu'à la chambre basse.
Les candidats doivent avoir au moins 25 ans pour être député, et 35 ans pour être sénateur. Tous les candidats élus au scrutin majoritaire doivent avoir un suppléant du sexe opposé. De même, les listes des partis doivent alterner les candidats masculins et féminins. Sur les 70 sièges majoritaires, sept sont réservés aux minorités indigènes.

## Campagne

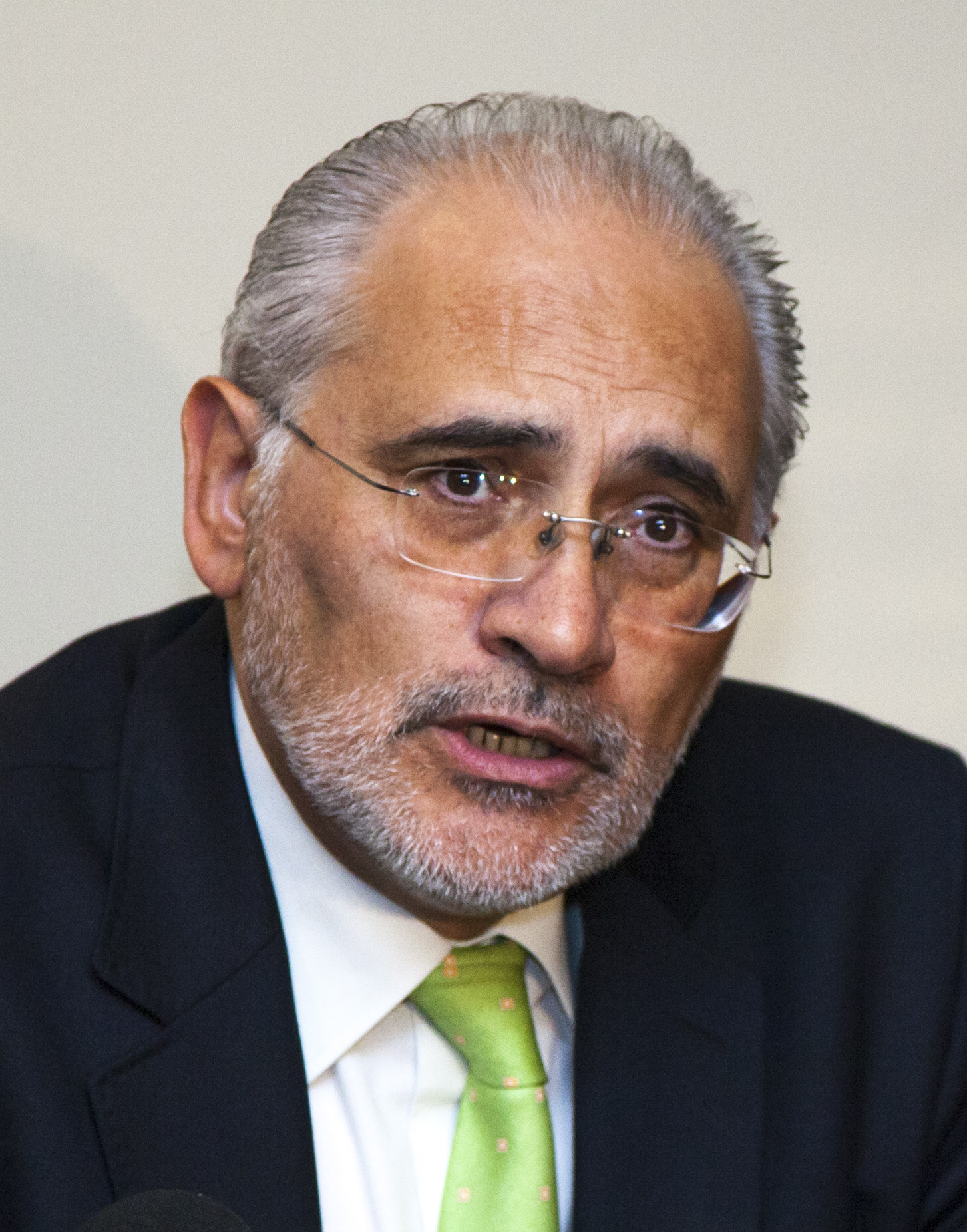
Le candidat et ex-président, Carlos Mesa.

Les élections de 2019 sont marquées par une remise en question de la légitimité du président sortant et une montée de l'opposition, qui accuse le gouvernement de dérive autocratique. Evo Morales devrait ainsi être soumis pour la première fois depuis son accession à la présidence à une mise en ballotage pour un second tour, qui prendrait alors la forme d'un référendum sur sa personne. Une victoire de son principal opposant, le centriste Carlos Mesa, est jugée possible, celui-ci ayant réussi à obtenir sur sa candidature des ralliements en provenance aussi bien de la gauche que de la droite de l'échiquier politique. Âgé de 66 ans, historien et journaliste de formation, Mesa était devenu président de 2003 à 2005, à la suite de la démission de Gonzalo Sánchez de Lozada, dont il était vice-président au cours de la guerre du gaz. En 2019, il tente de réunir une opposition divisée sur huit candidatures différentes. Outre la critique de la candidature même du président sortant, Mesa fait campagne sur les thèmes de la lutte contre la corruption, la criminalité et le trafic de drogue.
Parmi les autres candidatures de l'opposition figure celle du chef d'entreprise Oscar Ortiz, placée en troisième position par les sondages. Se réclamant de la droite, il exige le « retour de la démocratie » et choisit d'attaquer principalement Carlos Mesa, qu'il accuse d’être un faux opposant et d'avoir touché de l'argent pour être candidat. 
Le pasteur évangélique Chi Hyun Chung, parfois comparé au président brésilien Jair Bolsonaro, se définit comme « un capitaliste chrétien » et considère Evo Morales comme « un centriste dirigeant un système communiste ». Il défend des positions très conservatrices, perçues comme misogynes et homophobes. Il se prononce en faveur d'un couvre-feu pour tous les mineurs, estime qu'une « femme doit être éduquée de manière à ce qu'elle se comporte comme telle » et que les homosexuels doivent recevoir des soins psychiatriques pour retrouver « leur identité sexuelle innée ». 
Evo Morales fait quant à lui campagne en mettant en avant son bilan économique et la nécessité de poursuivre les grands projets mis en œuvre sous ses précédents mandats. Il bénéficie de la bonne croissance économique du pays sous son gouvernement, le pays connaissant depuis plusieurs années des taux de croissance élevés, les meilleurs de la région sud-américaine. La Bolivie atteint ainsi des niveaux records de réserve de devises étrangères et voit son PIB multiplié par trois et le taux de pauvreté divisé par deux au cours des quatorze années de sa présidence,. La Bolivie connaît cependant un certain ralentissement économique dû à la chute des prix des matières premières, qui mène à une remise en cause de son système économique. Les adversaires du président sortant sont ainsi accusés de vouloir mener une politique de privatisation, Evo Morales appelant à « mettre une raclée » à ceux qui voudraient « vendre le pays » et aux « néolibéraux »

## Forces en présence
| Parti | Parti                                                       | Idéologie                                                                          | Candidats et colistiers          | Résultat en 2014                         |
| ----- | ----------------------------------------------------------- | ---------------------------------------------------------------------------------- | -------------------------------- | ---------------------------------------- |
|       | Mouvement vers le socialisme Movimiento al Socialismo (MAS) | Gauche Socialisme du XXIe siècle, bolivarisme, plurinationalisme, indigénisme      | Evo Morales Álvaro García Linera | 61,36 % des voix 88 députés 25 sénateurs |
|       | Communauté civique Comunidad Ciudadana (CC)                 | Centre Démocratie libérale, constitutionnalisme                                    | Carlos Mesa Gustavo Pedraza      | Nouveau                                  |
|       | Parti démocrate-chrétien Partido Demócrata Cristiano (PDC)  | Droite Démocratie chrétienne, conservatisme, libéralisme                           | Chi Hyun Chung Paola Barriga     | 9,04 % des voix 10 députés 2 sénateurs   |
|       | La Bolivie dit non Bolivia Dice No                          | Centre gauche à droite Libéralisme économique, conservatisme sociétal, fédéralisme | Oscar Ortiz Antelo Rubén Costas  | 24,23 % des voix 32 députés 9 sénateurs  |

## Résultats
|                       |                                        |                                       |           |       |         |               |           |               |  |  |  |  |  |  |
| Parti                 | Parti                                  | Candidat présidentiel et colistier    | Votes     | %     | Députés | Députés       | Sénateurs | Sénateurs     |  |  |  |  |  |  |
| Parti                 | Parti                                  | Candidat présidentiel et colistier    | Votes     | %     | Sièges  | +/-           | Sièges    | +/-           |  |  |  |  |  |  |
|                       | Mouvement vers le socialisme           | Evo Morales Álvaro García Linera      | 2 889 359 | 47,08 | 67      | 21            | 21        | 4             |  |  |  |  |  |  |
|                       | Communauté civique                     | Carlos Mesa Gustavo Pedraza           | 2 240 920 | 36,51 | 50      | 16            | 14        | 5             |  |  |  |  |  |  |
|                       | Parti démocrate-chrétien               | Chi Hyun Chung Paola Barriga          | 539 081   | 8,78  | 9       | 1             | 0         | 2             |  |  |  |  |  |  |
|                       | La Bolivie dit non                     | Oscar Ortiz Antelo Rubén Costas       | 260 316   | 4,24  | 4       | 28            | 1         | 8             |  |  |  |  |  |  |
|                       | Mouvement Troisième système            | Félix Patzi Lucia Mendieta            | 76 827    | 1,25  | 0       | en stagnation | 0         | en stagnation |  |  |  |  |  |  |
|                       | Mouvement nationaliste révolutionnaire | Virginio Lema Fernando Untoja Choque  | 42 334    | 0,69  | 0       | en stagnation | 0         | en stagnation |  |  |  |  |  |  |
|                       | Parti d'action nationale bolivien      | Ruth Nina Leopoldo Chui               | 39 826    | 0,65  | 0       | en stagnation | 0         | en stagnation |  |  |  |  |  |  |
|                       | Unité civique de solidarité            | Víctor Hugo Cárdenas Humberto Peinado | 25 283    | 0,41  | 0       | en stagnation | 0         | en stagnation |  |  |  |  |  |  |
|                       | Front pour la victoire                 | Israel Rodriquez Faustino Challapa    | 23 725    | 0,39  | 0       | en stagnation | 0         | en stagnation |  |  |  |  |  |  |
|                       |                                        |                                       |           |       |         |               |           |               |  |  |  |  |  |  |
| Votes valides         | Votes valides                          | Votes valides                         | 6 137 671 | 95,00 |         |               |           |               |  |  |  |  |  |  |
| Votes blancs          | Votes blancs                           | Votes blancs                          | 93 507    | 1,45  |         |               |           |               |  |  |  |  |  |  |
| Votes nuls            | Votes nuls                             | Votes nuls                            | 229 337   | 3,55  |         |               |           |               |  |  |  |  |  |  |
| Total                 | Total                                  | Total                                 | 6 460 515 | 100   | 130     | en stagnation | 36        | en stagnation |  |  |  |  |  |  |
| Abstention            | Abstention                             | Abstention                            | 854 849   | 11,69 |         |               |           |               |  |  |  |  |  |  |
| Inscrit/participation | Inscrit/participation                  | Inscrit/participation                 | 7 315 364 | 88,31 |         |               |           |               |  |  |  |  |  |  |

## Crise politique et démission d’Evo Morales
Le dépouillement des résultats a initialement lieu avec une publication en ligne des résultats mis à jour. Celle-ci est suspendue à 83 % du dépouillement du total des bulletins de vote, dans l'attente du décompte des bulletins des zones rurales reculées. Bien que le décompte avait déjà été suspendu à hauteur de 70 % lors de l'élection présidentielle de 2014, et de 80 % lors du référendum de 2016, la durée (22 heures) de l'arrêt des opérations électorales, alors qu'un second tour se profile, provoque de vives tensions dans le pays. Les résultats au moment du gel du décompte, le soir du scrutin, donnent en effet Evo Morales à 45,28 %, Carlos Mesa à 38,16 %, Chi Hyun Chung à 8,77 % et Oscar Ortiz à 4,41 %. Sur la base de ces résultats préliminaires, un second tour est pressenti pour avoir lieu le 15 décembre, aucun candidat à la présidentielle n'ayant remporté la majorité absolue ou 40 % avec 10 points d'avance sur le candidat suivant. Ce second tour aurait été le premier auquel aurait été contraint Evo Morales, ainsi que le premier à avoir lieu au suffrage populaire en Bolivie, les candidats qualifiés pour le second tour étant auparavant départagés par un vote du congrès avant la mise en place de la constitution de 2009, et aucun n'ayant jusqu'à présent eu lieu sous cette dernière.
L'arrêt de la publication du dépouillement en temps réel est considérée comme très suspect par l'opposition, qui accuse le gouvernement de s’apprêter à commettre une fraude électorale. Carlos Mesa parle ainsi d'une « manipulation qui met en péril la démocratie » et appelle à la « mobilisation citoyenne » jusqu'à ce que les résultats complets soient connus. Les observateurs de l'Organisation des États américains (OEA) font également part de leur vive inquiétude, l'organisation affirmant crucial que le Tribunal électoral suprême bolivien (TSE) s'explique le plus rapidement possible sur les raisons de cette interruption. Le gouvernement affirme alors avoir procédé à cet arrêt du fait de la publication de résultats officiels de la part des tribunaux régionaux, afin d'éviter toute annonce simultanée de résultats contradictoires. Selon la BBC, aucun résultat officiel n'est cependant proclamé à ce moment du processus électoral.

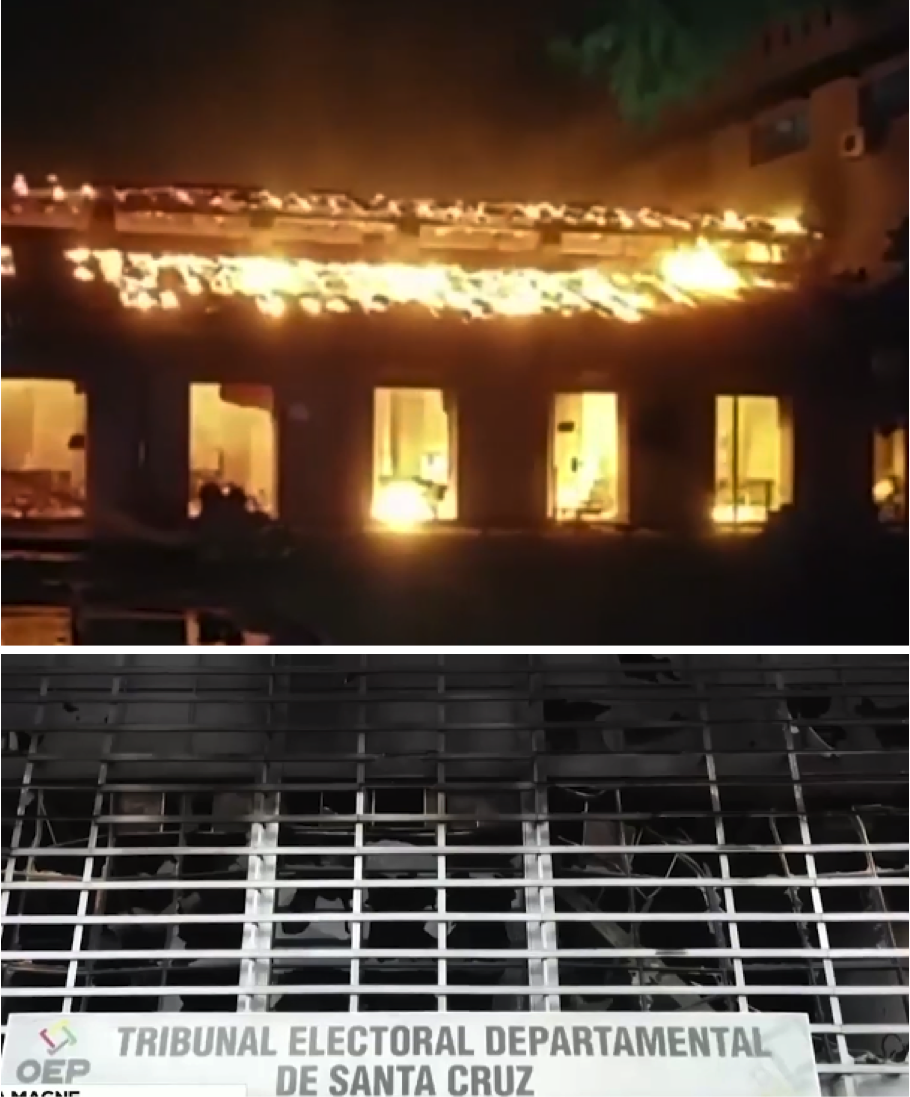
Tribunal électoral incendié à Santa Cruz (23 octobre 2019).

Le 21 octobre, en milieu de soirée, le TSE met à jour les résultats en publiant les chiffres correspondant au dépouillement de 95,3 % des bulletins de vote. Ceux-ci donnent Evo Morales en tête avec 46,87 % des voix contre 36,73 % à Carlos Mesa, soit un écart de 10,14 points, ce qui laisse présager d'une réélection dès le premier tour du président sortant. Les partisans d'Evo Morales attribuent ce revirement à la prise en compte plus tardive du vote rural, bastion du président sortant. L'OEA qualifie cependant les nouveaux chiffres de changement radical, inexplicable et difficile à justifier entraînant une « perte de confiance dans le processus électoral ». De son côté, Carlos Mesa dénonce ce qu'il qualifie de « fraude honteuse » et annonce ne pas reconnaître les résultats de l'élection. Le tribunal électoral départemental de la capitale Sucre est incendié par une foule en colère, tandis que des affrontements ont lieu avec la police dans les principales villes du pays à La Paz et Potosí. À Riberalta, des manifestants renversent une statue de l'ancien président vénézuélien Hugo Chávez, qui avait maintenu des liens étroits avec Evo Morales au cours de sa présidence. Les affrontements sont accompagnés d'appels à une grève illimitée. Evo Morales qualifie ces appels de tentative de coup d’État tandis que le décompte des suffrages se poursuit, laissant entrevoir un résultat plus serré avec une possibilité de second tour.
Le lendemain, le 24 octobre, à partir de résultats quasi-définitifs, Morales revendique sa victoire et qualifie Mesa de « lâche et de délinquant », tout en restant ouvert à la possibilité d'un duel face à celui-ci. De son côté, l'OEA recommande la tenue d'un second tour, même en cas d'un écart de plus de 10 points entre les deux candidats, compte tenu des irrégularités observées durant le scrutin.
Le 25 octobre, Morales est déclaré vainqueur par le Tribunal suprême électoral. Le 27 octobre, le président déclare rejeter « toute négociation politique ». Les troubles atteignent La Paz le 28 octobre, et voient l'affrontement des partisans et opposants de Morales. 30 blessés sont à déplorer. Deux personnes sont tuées le 30 octobre. Le 4 novembre, Mesa réclame un nouveau scrutin. 
Tablant sur la tenue d'un second tour comme proposé initialement par l'Organisation des États américains, les autorités boliviennes demandent l’ouverture d’un audit réalisé par l’OEA et proposent à la Communauté civique de Carlos Mesa de s'y associer, mais cette dernière dénonce un accord conclu « sans représentants de la société civile ni partis politiques », et réclame la tenue d'un nouveau scrutin. Le chef de la mission de l'OEA déclare se retirer de l'audit « pour ne pas compromettre son impartialité » après la publication dans la presse d'un article qu'il avait écrit avant la tenue du scrutin, dans lequel il dénonçait le président bolivien,.
Le 7 novembre, la maire de la ville de Vinto, membre du Mouvement vers le socialisme, est enlevée par des manifestants, qui la font signer une lettre de démission improvisée, l’aspergent de peinture, lui coupent les cheveux et la font marcher pieds nus sur plusieurs kilomètres ; la mairie est incendiée[réf. nécessaire]. Dans plusieurs villes du pays, des agents de police se soulèvent contre le gouvernement aux cris de « mutinerie policière ». Le gouvernement indique qu'un recours à l'armée contre les mutins est « totalement exclu ». Dans le même temps, le président appelle au dialogue avec les partis représentés au Parlement, mais pas avec les comités de la société civile ayant lancé la contestation ; l’offre est refusée par Carlos Mesa et les formations politiques.
Les groupes de la société civile qui réclament un nouveau scrutin souhaitent que ni Morales ni Mesa ne se représentent.
À la suite des conclusions de l’audit de l'OEA faisant état de fraudes qui, au vu de leur ampleur, rendent nécessaire un nouveau scrutin et non plus un simple second tour, et alors que le mouvement se poursuit, avec un total de trois morts et quelque 200 blessés selon La Croix ou 32 morts et plus de 700 blessés selon Le Monde, Evo Morales annonce le 10 novembre le renouvellement de l'ensemble des membres du Tribunal électoral suprême, suivis de la tenue d'une nouvelle élection présidentielle, à une date encore indéterminée. La situation continue de se dégrader en cours de journée : des manifestants prennent possession des médias publics et retiennent en otage des membres des familles de personnalités politiques proches du président, ce qui entraîne la démission de plusieurs ministres et députés, dont le président de la Chambre des députés.
Dans la soirée, tandis que les affrontements se poursuivent, le président annonce sa démission. Le chef de l'armée, entouré de plusieurs autres officiers, avait peu avant appelé à son départ dans une allocution télévisée. Le vice-président Álvaro García Linera, président de l'Assemblée législative plurinationale, qui fait office de successeur constitutionnel, démissionne lui aussi, et dénonce un « coup d'État ». Suivent également Adriana Salvatierra, présidente de la Chambre des sénateurs, et Víctor Borda, président de la Chambre des députés, respectivement troisième et quatrième dans l'ordre de succession présidentiel. Le successeur est finalement Jeanine Áñez, seconde vice-présidente de la Chambre des sénateurs, après la démission de Rubén Medinaceli, premier vice-président. María Eugenia Choque, présidente du Tribunal suprême électoral, est arrêtée du fait des soupçons de manipulation des résultats. Un mandat d'arrêt est émis à l'encontre de Morales lui-même. Le Mexique propose l'asile à ce dernier et accueille dans son ambassade à La Paz des fonctionnaires et des parlementaires boliviens.
Le 11 novembre 2019, la présidente par intérim, l'opposante de centre droit Jeanine Áñez, annonce la convocation prochaine d'une nouvelle élection présidentielle, de façon qu'un nouveau président prenne ses fonctions d'ici le 22 janvier 2020, comme prévu,.  
Dans la nuit du 11 au 12 novembre, Morales et son vice-président Álvaro García Linera partent en exil au Mexique.
La séance parlementaire destinée à fixer la date de la présidentielle a lieu le 12 novembre. La séance étant suspendue pour cause de quorum non atteint par le boycott des parlementaires du Mouvement vers le socialisme (MAS), conformément à la constitution plurinationale, elle se déclare chargée de l'intérim de la présidence de l'État, arguant de la nécessité de ne pas laisser le pays sans gouvernement et de celle de pacifier le pays. Evo Morales dénonce alors : « Le coup d'État le plus astucieux et le plus odieux de l'histoire a eu lieu. Une sénatrice issue d'un coup d'État de droite se proclame présidente du Sénat, puis présidente par intérim de la Bolivie sans quorum législatif, entourée d'un groupe de complices et dirigée par l'armée et la police qui répriment le peuple ». Le Tribunal constitutionnel plurinational valide l'accession de Jeanine Áñez à la présidence de l'État par intérim dans un communiqué publié le 12 novembre.
Dans son rapport final rendu le 5 décembre 2019, l'OEA estime qu'il y a eu une « manipulation délibérée » des résultats, et que l'écart réel entre Morales et Mesa est en réalité « minime », impliquant une « série d'opérations délibérées destinées à altérer la volonté exprimée dans les urnes ». Le 7 juin 2020 cependant, trois chercheurs indépendants publient une étude statistique, qui pointe des erreurs dans l'étude menée par l'Organisation des États américains qui avaient accusé le gouvernement de Morales d'avoir truqué les élections,. Selon cette nouvelle étude, le MAS n'avait pas triché lors des élections d'octobre,.